# Lyubov Orlova (nave)
Lyubov Orlova (inizialmente battezzata Ljubovy Orlova) è stata una nave da crociera rompighiaccio della classe Marija Ermolova, costruita nel 1976 nell'allora Jugoslavia. Il nome le fu imposto quale omaggio a Ljubov' Petrovna Orlova, l’attrice russa preferita da Stalin.
È nota per essere soventemente annoverata dalla stampa come nave fantasma alla deriva nel Nord Atlantico dal 2013.

## Storia
La Ljubovy Orlova fu costruita dal cantiere navale "Tito" di Porto Re, nell'ex Jugoslavia come una nave con scafo rinforzato rompighiaccio per le esplorazioni scientifiche polari della compagnia sovietica Far Eastern Shipping Company, entrando in servizio il 19 luglio 1976.
Nel 1981 le venne conferita la Medaglia dell'Ordine di amicizia delle nazioni per la partecipazione a un salvataggio in mare. Venduta nel 1999 alla società Marine Expeditions, ribattezzata Lyubov Orlova, iniziò a essere utilizzata per crociere verso la Penisola Antartica dal 2000. Ampiamente ristrutturata nel 2002 fu successivamente noleggiata alla Quark Expeditions per crociere nell'Antartico e dalla Cruise Nord Expeditions per quelle nell'Artico.
Il 27 novembre 2006 si arenò nei pressi di Deception Island, in Antartide. Soccorsa dal rompighiaccio della marina spagnola Las Palmas fu quindi trainata fino al porto di Ushuaia nella Terra del Fuoco.
Nel settembre del 2010 fu posta sotto sequestro nel porto canadese di San Giovanni di Terranova per un debito di 251 000 dollari nei confronti del noleggiatore, Cruise Nord Expeditions, per una crociera annullata a causa di difetti della nave. Inoltre i 51 membri dell'equipaggio non ricevettero lo stipendio per ben 5 mesi. Nel febbraio del 2012 veniva acquistata dalla Neptune International Shipping e destinata alla demolizione nella Repubblica Dominicana.

## Il naufragio
Il 23 gennaio 2013 la nave lasciò il porto di San Giovanni di Terranova, dove era rimasta per oltre due anni al traino del rimorchiatore statunitense Charlene Hunt ma il giorno successivo, durante una tempesta, il cavo di traino si ruppe e l'equipaggio, dopo aver tentato invano di ricollegare la nave, la lasciò alla deriva. Il 28 gennaio 2013 la Lyubov Orlova venne avvistata mentre stava andando alla deriva lentamente verso est, diretta all'estremità sud-orientale della penisola di Avalon in Canada. 
In seguito la nave venne ritrovata e persa due volte, il 4 febbraio e il 20 febbraio 2013. 

Il 23 febbraio alle ore 00:49 si attivò il segnale di emergenza automatico EPIRB a circa 700 miglia nautiche al largo della costa irlandese del Kerry, in acque internazionali. In considerazione del fatto che un EPIRB inizia solo a trasmettere quando viene a contatto diretto con l'acqua i funzionari canadesi ritennero che la nave si fosse quindi inabissata ma il 12 marzo 2013 venne avvistata nel bel mezzo del Nord Atlantico. Da allora la Lyubov Orlova non fu più ritrovata, alimentando la leggenda metropolitana che vuole essersi trasformata in nave fantasma alla deriva.
Secondo un articolo pubblicato il 23 gennaio 2014 dal tabloid scandalistico popolare britannico The Sun, la nave sarebbe stata in procinto di naufragare in prossimità delle coste del Regno Unito, infestata da topi cannibali. La "notizia" viene smentita dalla Guardia Costiera irlandese.
Nel novembre 2017 si ritenne che ad essa appartenesse il relitto rinvenuto insabbiato sulla costa californiana. Tuttavia, quel relitto fu identificato essere quello della ex-petroliera Monte Carlo, nave gestita dalla Mafia americana come casinò e bordello galleggiante, ancorata a poche miglia nautiche al largo di Coronado e naufragata nel 1937.